# Elihu B. Washburne
Elihu Benjamin Washburne (Livermore, 23 de setembro de 1816 – Chicago, 23 de outubro de 1887) foi um político norte-americano que participou da formação do Partido Republicano. Como membro da Câmara dos Representantes dos Estados Unidos, ele apoiou o presidente Abraham Lincoln e foi o líder dos Republicanos Radicais. Washburne foi contra as políticas de Reconstrução do presidente Andrew Johnson e apoiou o sufrágio e os direitos civis dos afro-americanos. Ele foi nomeado Secretário de Estado em 1869 pelo presidente Ulysses S. Grant. A nomeação veio em respeito por seus trabalhos na câmara durante a Guerra de Secessão e para lhe dar um cunho diplomático antes de ser indicado para embaixador na França. Seu mandato como Secretário de Estado durou apenas onze dias, o mais curto da história, porém seu período como embaixador chegou a oito anos. Washburne era conhecido por sua integridade diplomática e por seu apoio humanitário as forças americanas, alemães e francesas durante a Guerra franco-prussiana.